# Amapá (1906)

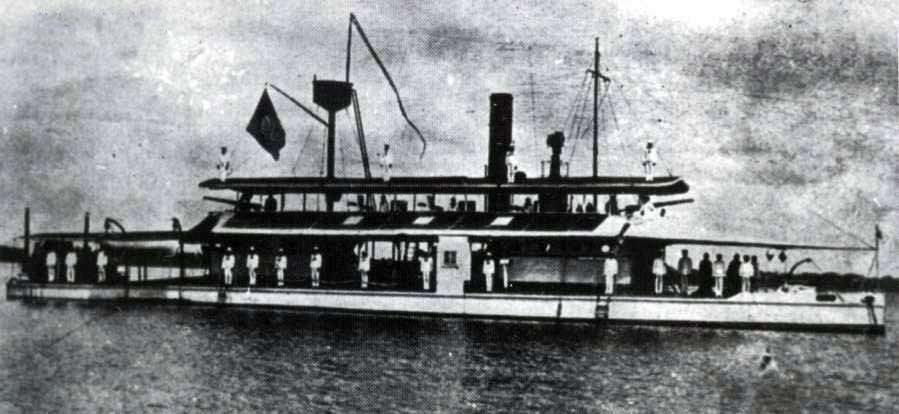
Річковий канонерський човен "Амапа"

Amapá - один з чотирьох річкових канонерських човнів типу "Акре" ВМС Бразилії. 

## Походження назви
Це перший корабель бразильського флоту з такою назвою. Вона на честь північної території Бразилії, а також однойменних річок та озера, розташованих у штаті Пара. 

## Історія
Корабель був замовлений у 1904 році міністром військово-морського флоту адміралом Жуліо Сесаром де Норонха (Júlio César de Noronha) за часів президентства Франсіску Алвеса і побудований Yarrow & Company в Іст-Енді, Англія, для поповнення флотилії Амазонки. 
У склад ВМС включений в 1906 році. Був озброєний у 1906 році у Військово-морському арсеналі міста Пара. 
8 жовтня 1910 року за наказом командира флотилії Амазонки корвет-капітана а Франциско Коста Мендеса корабель обстріляв місто Манаус під час інциденту відомого як бомбардування Манауса. 
Він був виключений зі складу флоту повідомленням № 582 від 12 лютого 1917 року разом з однотипним канонерським човном Juruá. 